# Elżbieta Rosiak
Elżbieta Rosiak, z d. Chludzińska (ur. 3 marca 1957) – polska lekkoatletka, specjalizująca się w skoku wzwyż, medalistka mistrzostw Polski, rekordzistka Polski.

## Kariera sportowa
Była zawodniczką Gwardii Olsztyn.
Na mistrzostwach Polski seniorek na otwartym stadionie zdobyła dwa brązowe medale w skoku wzwyż (1980, 1984). W tej samej konkurencji zdobyła także dwa brązowe medale w halowych mistrzostwach Polski seniorek: w 1983 i 1985.
12 czerwca 1976 poprawiła wynikiem 1,82 rekord Polski w skoku wzwyż. 
Rekord życiowy w skoku wzwyż: 1,87 (30.06.1984).